# Tepecikören
Tepecikören ist ein Ortsteil (Mahalle) im Landkreis Kozan der türkischen Provinz Adana mit 1.084 Einwohnern (Stand: Ende 2024). Im Jahr 2011 hatte Tepecikören 1.464 Einwohner.